# Почта (мультфильм, 1929)
«Почта» — мультипликационный фильм 1929 года, снятый в СССР и стоящий на рубеже начала звукового периода в истории советской мультипликации.
Первая киноработа Михаила Цехановского, основанная на его собственных иллюстрациях к изданному в 1927 году стихотворению Самуила Маршака и в динамике развивающая реализованный в книге конструктивистский стиль графики.
После выхода фильма отношение к мультипликации изменилось, её стали считать самостоятельной разновидностью искусства.
«Почта» стала первым советским мультфильмом в массовом прокате, первым советским мультфильмом, широко демонстрировавшимся за рубежом, а раскрашенная версия — первым советским цветным мультфильмом. Новацией фильма стали также неожиданные диагональные ракурсы и ритмическая, синхронизированная со звуком, организация рисунка.

## Сюжет
Письмо, адресованное путешествующему Борису Пруткову (в оригинальном стихотворении Маршака — писателю Борису Житкову), следует за ним по разным странам мира, но догоняет адресата только после его возвращения в Ленинград.

## Варианты фильма
Первоначально мультфильм, вышедший на экраны 25 ноября 1929 года, был немым (с промежуточными титрами) и чёрно-белым.
Уже в 1930 году вышла озвученная версия фильма с декламацией Даниила Хармса и музыкой композитора Владимира Дешевова, ставшая первым советским звуковым мультфильмом.
Также существовала цветная, раскрашенная вручную (в позитиве) версия.
В 1964 году Михаил Цехановский совместно с супругой Верой Цехановской снял на киностудии «Союзмультфильм» авторский ремейк фильма в широкоэкранном формате (см. Почта (мультфильм, 1964)).

## Отзывы
Фильм «стал первым серьёзным успехом ленинградской мультипликации, первым её фильмом, получившим всесоюзное и мировое признание». Это был один из первых случаев в истории кино, когда успех мультипликационного фильма широко отметила советская и зарубежная кинокритика.
Выдающийся деятель советского кино Адриан Пиотровский в своей книге «Кинофикация искусств» уделил немало места анализу «Почты». Он отнёс этот фильм к самым удачным опытам на пути превращения мультипликации в «большое эмоциональное искусство». Пиотровский видел секрет успеха в том, что высокая культура графики была объединена в нём с мастерским использованием выразительных возможностей кино:

«… при съёмке элементов графики, при переводе их в план кинематографии опять-таки использованы разнообразные современные методы оптики, позволяющие с помощью усовершенствованных линз и причудливой игры элекгричества художественно деформировать снимаемый снимок… И, что важнее всего, эти графические элементы „собираются“, монтируются по сложным законам киномонтажа, пользующегося ассоциациями, контрастами, конструкциями столь же свободно, как это происходит в натурном кино».

Известный советский историк кино C.С. Гинзбург в книге «Рисованный и кукольный фильм» (1957) отмечал:

«Успех фильма, подготовленный его литературной основой, нельзя, разумеется, отделить от изобразительного мастерства создавшего его художника, воплотившего на экране серию живых, неповторимо индивидуальных картин человеческого труда. И дело здесь не сводилось к одному только графическому решению образов — фильм производил впечатление гораздо большее, чем созданные тем же Цехановским иллюстрации к книжке. В фильме возник новый элемент воздействия на зрителя — ритм движения, особенно сильно выявленный в звуковом его варианте, ритм, создающий эмоциональный строй этой детской кинокнижки».

Киновед С. В. Асенин относил к произведениям, во многом определившим «основные позиции и жанрово-стилистические русла развития советской мультипликации, и более того, её международный авторитет». Он указывал, что «фильм тонко сочетал вымысел и условность рисованной мультипликации с поэзией и правдой современной темы» и представлял собой «счастливый пример верного и бережного прочтения литературного первоисточника».
В книге «Художники советского мультфильма» (1978) отмечалось, что «картину М. Цехановского отличает высокая графическая культура, мастерство организации движения, ритма», и она представляет «одно из самых значительных достижений советского мультипликационного кино 1920-х годов». Режиссёр-мультипликатор И. П. Иванов-Вано утверждал, что «„Почта“ — этапный фильм для советской мультипликации». Он также указывал, что фильм «поражает своим совершенством, удивительной органичностью всех выразительных компонентов, мастерством режиссуры, чистотой графической формы, выразительностью движения персонажей, звуковым оформлением».
В предисловии «Энциклопедии отечественной мультипликации» (2006) отмечается, что фильм «стал вехой в истории отечественной мультипликации». Кинокритик Л. Л. Малюкова писала: «Принципиальное новаторство этого нестареющего произведения в его ритмической организации; звуковая среда поразительно точно и творчески синхронизирована с действием. Монтаж сцен, движение персонажей диктуется ритмом стихотворных строк».
Киновед Н.А Изволов отмечал огромный успех фильма и утверждал: «Фильм „Почта“, сделанный в 1929 году, совершил настоящий прорыв в отношении к мультипликации, которую с этого момента стали воспринимать как самостоятельную разновидность киноискусства».